# 伍氏大宗祠
伍氏大宗祠，位于中国广东省肇庆市封开县杏花镇利宅水斗大平村，为封开县县级文物保护单位，类型为古建筑，公布时间为2003年9月18日。
伍氏大宗祠的历史年代为清代。